# داوید دنسیک
داوید دنسیک (سوئدی: David Dencik؛ زادهٔ ۳۱ اکتبر ۱۹۷۴) بازیگر سوئدی-دانمارکی است.
از فیلم‌ها یا برنامه‌های تلویزیونی که وی در آن نقش داشته‌است، می‌توان به بی‌گناهی، دختری با خالکوبی اژدها (محصول سال ۲۰۰۹)، دختری با خالکوبی اژدها (محصول سال ۲۰۱۱)، بندزن خیاط سرباز جاسوس، سرنا، مرد خانه، اسب جنگی، غایب و انسان و مرغ اشاره کرد.
این بازیگر پس از ایفای نقش‌های متعدد فرعی با بازی در سریال سوئدی «Lasermannen» توانست خودش را به اثبات برساند و در مینی سریال چرنوبیل نقش میخائیل گورباچف را بازی کرد.
وی علاوه بر سوئد در دانمارک نیز کار و زندگی می‌کند.